# كوليريدو
بلدية كوليريدو (بالإسبانية: Culleredo)‏، هي إحدى بلديات مقاطعة لا كرونيا إحدى مقاطعات إسبانيا، و التي تقع في منطقة جليقية شمال غرب إسبانيا.
يبلغ عدد سكانها 22.754 نسمة وفقاً لإحصائية سنة (2002).

## المناخ
يظهر الجدول التالي التغييرات المناخية على مدار السنة لكوليريدو:
| البيانات المناخية لـكوليريدو               | البيانات المناخية لـكوليريدو | البيانات المناخية لـكوليريدو | البيانات المناخية لـكوليريدو | البيانات المناخية لـكوليريدو | البيانات المناخية لـكوليريدو | البيانات المناخية لـكوليريدو | البيانات المناخية لـكوليريدو | البيانات المناخية لـكوليريدو | البيانات المناخية لـكوليريدو | البيانات المناخية لـكوليريدو | البيانات المناخية لـكوليريدو | البيانات المناخية لـكوليريدو | البيانات المناخية لـكوليريدو |
| الشهر                                      | يناير                        | فبراير                       | مارس                         | أبريل                        | مايو                         | يونيو                        | يوليو                        | أغسطس                        | سبتمبر                       | أكتوبر                       | نوفمبر                       | ديسمبر                       | المعدل السنوي                |
| ------------------------------------------ | ---------------------------- | ---------------------------- | ---------------------------- | ---------------------------- | ---------------------------- | ---------------------------- | ---------------------------- | ---------------------------- | ---------------------------- | ---------------------------- | ---------------------------- | ---------------------------- | ---------------------------- |
| الدرجة القصوى °م (°ف)                      | 22.1 (71.8)                  | 23.4 (74.1)                  | 28.0 (82.4)                  | 33.1 (91.6)                  | 32.5 (90.5)                  | 37.2 (99.0)                  | 36.0 (96.8)                  | 37.7 (99.9)                  | 34.4 (93.9)                  | 33.7 (92.7)                  | 26.0 (78.8)                  | 25.4 (77.7)                  | 37.7 (99.9)                  |
| متوسط درجة الحرارة الكبرى °م (°ف)          | 13.1 (55.6)                  | 13.8 (56.8)                  | 15.7 (60.3)                  | 16.5 (61.7)                  | 18.6 (65.5)                  | 21.4 (70.5)                  | 23.1 (73.6)                  | 23.7 (74.7)                  | 22.6 (72.7)                  | 19.2 (66.6)                  | 15.7 (60.3)                  | 13.7 (56.7)                  | 18.1 (64.6)                  |
| المتوسط اليومي °م (°ف)                     | 9.3 (48.7)                   | 9.5 (49.1)                   | 11.1 (52.0)                  | 12.1 (53.8)                  | 14.4 (57.9)                  | 17.1 (62.8)                  | 18.7 (65.7)                  | 19.1 (66.4)                  | 17.7 (63.9)                  | 14.9 (58.8)                  | 11.8 (53.2)                  | 9.9 (49.8)                   | 13.8 (56.8)                  |
| متوسط درجة الحرارة الصغرى °م (°ف)          | 5.4 (41.7)                   | 5.2 (41.4)                   | 6.6 (43.9)                   | 7.7 (45.9)                   | 10.1 (50.2)                  | 12.7 (54.9)                  | 14.3 (57.7)                  | 14.5 (58.1)                  | 12.9 (55.2)                  | 10.6 (51.1)                  | 7.9 (46.2)                   | 6.1 (43.0)                   | 9.5 (49.1)                   |
| أدنى درجة حرارة °م (°ف)                    | −4.8 (23.4)                  | −4.3 (24.3)                  | −3.3 (26.1)                  | −1.0 (30.2)                  | 0.6 (33.1)                   | 3.4 (38.1)                   | 5.8 (42.4)                   | 5.2 (41.4)                   | 3.0 (37.4)                   | 0.6 (33.1)                   | −4.0 (24.8)                  | −4.7 (23.5)                  | −4.8 (23.4)                  |
| الهطول مم (إنش)                            | 121 (4.8)                    | 102 (4.0)                    | 85 (3.3)                     | 99 (3.9)                     | 82 (3.2)                     | 45 (1.8)                     | 35 (1.4)                     | 36 (1.4)                     | 72 (2.8)                     | 139 (5.5)                    | 140 (5.5)                    | 144 (5.7)                    | 1٬106 (43.5)                 |
| ساعات سطوع الشمس الشهرية                   | 99                           | 117                          | 155                          | 173                          | 194                          | 217                          | 236                          | 240                          | 181                          | 142                          | 104                          | 94                           | 1٬939                        |
| المصدر #1: Agencia Estatal de Meteorología |                              |                              |                              |                              |                              |                              |                              |                              |                              |                              |                              |                              |                              |
| المصدر #2: Agencia Estatal de Meteorología |                              |                              |                              |                              |                              |                              |                              |                              |                              |                              |                              |                              |                              |